# عقد 540 هـ
عقد 540 هـ هو الفترة بين عام 540 إلى 549 في التقويم الهجري، أي العشر سنوات الخامسة من القرن السادس الهجري.